# Лепарский, Пиюс-Феликс Зенович
Пиюс-Феликс (Феликс) Зенович (Зиновьевич) Лепарский (4 января 1875 — 10 [23] августа 1914, Орлау) — российский фехтовальщик. Участник летних Олимпийских игр 1912 года.

## Биография
Пиюс-Феликс Лепарский родился 4 января 1875 года в семье подполковника. Происходил из потомственных дворян Гродненской губернии. Был римско-католического вероисповедания.
В 1893 году окончил полный курс Нижегородского кадетского корпуса, в 1895 году — Павловское военное училище в Санкт-Петербурге по второму разряду.
В 1895 году был в звании подпоручика по армейской пехоте, в 1904 году — штабс-капитана.
Участвовал в русско-японской войне.
В 1909 году был штабс-капитаном 149-го пехотного Черноморского полка.
В 1912 году вошёл в состав сборной России на летних Олимпийских играх в Стокгольме. В личном турнире рапиристов поделил в группе 1/8 финала последние 4-5-е места с Иоганном Адамом из Германии, потерпев три поражения, в частности, от Марселя Берре из Бельгии.
В 1914 году служил в 30-м пехотном Полтавском полку.
Участвовал в Первой мировой войне в звании капитана.
Погиб 23 августа (10 августа по старому стилю) 1914 года в бою в деревне Орлау в Восточной Пруссии в Германии (ныне Орлово Бакалажевской гмины Сувалкского повета Подляского воеводства Польши).
Был награждён орденом Святого Станислава 3-й степени (1905).

## Семья
Старший брат — Иван Зенович (Зиновьевич) Лепарский (1863—?), российский офицер.
Жена — Мария Людгардовна Новицкая.